# Drapeau de la Saxe-Anhalt
Le drapeau de la Saxe-Anhalt est un bicolore or et noir, portant les armoiries de l'État en son centre : les bandes noir et or et la couronne à losanges de la Saxe, l'ours de l'Anhalt et l'aigle prussienne. 

## Histoire
Le noir et l'or étaient les couleurs de la province prussienne de Saxe et de l'État de Saxe-Anhalt d'avant 1952 (en). Le 29 janvier 1991, l'ordre traditionnel des couleurs a été inversé afin de mieux distinguer le drapeau du bicolore noir sur or du Bade-Wurtemberg. Ce changement a ensuite été inscrit dans la Constitution de l'État du 17 juillet 1992, dont l'article 1 traite des symboles de l'État.
De 1991 à 2017, le drapeau a connu deux variantes principales : un bicolore uni comme drapeau civil et le drapeau actuel comme drapeau d'État.

Anhalt-Bernbourg (1252–1468, 1603–1863).
Duché d'Anhalt (1806–1918).
Drapeau civil de la Saxe-Anhalt avant le 5 avril 2017.